# Stelis vargasii
Stelis vargasii är en orkidéart som först beskrevs av Charles Schweinfurth, och fick sitt nu gällande namn av Alec M. Pridgeon och Mark W. Chase. Stelis vargasii ingår i släktet Stelis och familjen orkidéer. Inga underarter finns listade i Catalogue of Life.